# Моя прекрасная майко
«Моя прекрасная майко» или «Майко леди?» (яп. 舞妓はレディ майко ва рэди; в зарубежном прокате — англ. Lady Maiko) — комедийный мюзикл японского режиссёра Масаюки Суо, снятый и выпущенный в прокат в 2014 году. Главные роли исполнили Монэ Камисираиси, Хироси Хасэгава и Гаку Хамада. Сюжет фильма посвящен истории деревенской девушки по имени Харуки, которая стремится стать гейшей. Картина получила сдержанные оценки критиков, положительно отметивших актёрскую работу исполнительницы главной роли Монэ Камисираиси, музыкальное сопровождение и общую атмосферу фильма, но в то же время негативно высказавшихся о недостаточно проработанном сценарии. «Майко леди?» была отмечена Премией Японской киноакадемии в двух номинациях — «Лучшее музыкальное сопровождение» и «Новичок года» (Монэ Камисираиси).
Для Масаюки Суо фильм стал возвращением к комедийному жанру после двух драматических фильмов подряд — «Я всё равно этого не делал» (2006) и «Полное доверие» (2012), а также первым фильмом за более чем десять лет, ориентированным на массовую аудиторию.

## Сюжет
Харуко Сайго (Монэ Камисираиси) — простая деревенская девушка, которая при этом мечтает стать гейшей, как и её покойная мать. Однако без каких-либо рекомендаций и из-за плохого произношения ей первоначально не удается поступить на обучение этой профессии. Тем не менее, особенности её акцента становятся предметом интереса профессора лингвистики Норигицу Кионо (Хироки Хасэгава), который решает помочь Харуко. 

## В ролях
| Актёр            | Роль           |
| ---------------- | -------------- |
| Монэ Камисираиси | Харуко Сайго   |
| Хироки Хасэгава  | Норигицу Кионо |
| Сумико Фудзи     | Тихару Кодзима |
| Томоко Табата    | Момохару       |
| Тамиё Кусакари   | Сатохару       |
| Эри Ватанабэ     | Мамэхару       |
| Таё Имамото      | Цуруити        |
| Куми Накамура    | Тиёми Харада   |
| Гаку Хамада      | Сухэй Нисино   |

## Критика
Фильм получил сдержанные оценки от кинокритиков. С одной стороны, обозреватели выделяли в качестве достоинств общую атмосферу фильма, визуальный стиль, музыкальное сопровождение, актёрские работы Камисираиси и Хасэгавы, а также необычный выбор жанра в силу невысокой распространенности музыкальных фильмов в киноиндустрии Японии. При этом к недостаткам картины  рецензенты отнесли недостаток драматичности в сюжете и слабо выраженную романтическую линию. Так Марк Шиллинг из Japan Times высоко оценил работу композитора Ёсикадзу Суо, а также назвал «настоящей находкой» Монэ Камисираиси в роли Харуко. Элизабет Керр из Hollywood Reporter положительно отметила комедийную составляющую, а также обратила внимание на некоторую «старомодность» фильма, которая, по её мнению, все же не мешает сочувствовать главной героине в финале картины. Мэгги Ли из Variety отметила значительное влияние на фильм эстетики Бродвейский мюзиклов 70-х, а также выразила сожаление об отсутствии перспективной романтической истории между Харуко и её учителем.

## Награды и номинации
| Премия                       | Год  | Категория                                       | Результат |
| ---------------------------- | ---- | ----------------------------------------------- | --------- |
| Премия Японской киноакадемии | 2019 | Лучшее музыкальное сопровождение (Ёсикадзу Суо) | Победа    |
| Премия Японской киноакадемии | 2019 | Новичок года (Монэ Камисираиси)                 | Номинация |
| Премия Японской киноакадемии | 2019 | Лучший актёр второго плана (Сумико Фудзи)       | Номинация |
| Премия «Майнити»             | 2015 | Лучшее музыкальное сопровождение (Ёсикадзу Суо) | Победа    |
| Шанхайский кинофестиваль     | 2015 | Лучшее фильм                                    | Номинация |